# Таллентс, Стивен
Сэр Стивен Джордж Таллентс (англ. Stephen George Tallents; 20 октября 1884 года, Лондон — 11 сентября 1958 года, Лондон) — британский государственный чиновник, специалист в области общественных отношений, политтехнолог, один из создателей системы политического пиара в Великобритании. Работал в Прибалтике в период гражданской войны на Балтийском море 1918—1919 годов. Являлся одним из лоббистов создания независимых балтийских государств-лимитрофов.

## Происхождение и начало карьеры
Родился в Лондоне, образование получил в школе Хэрроу для мальчиков, одном из старейших и наиболее известных элитных учебных заведений Лондона, а потом поступил в Баллиол-колледж, в котором готовили к поступлению в Оксфордский университет. Начал карьеру государственного служащего в Торговой палате Лондона, был помощником известного британского экономиста Уильяма Бевериджа в его работе в кадровом агентстве с 1909 года. Был призван в армию в августе 1914 года и поступил на службу в Ирландскую гвардию. Принимал участие в ряде сражений Первой мировой войны, а в битве при Фестуберте в районе Артуа (Франция) получил серьёзное ранение. Из-за этого ранения он не смог продолжать активно участвовать в боевых действиях и поступил на гражданскую службу в министерство поставок боеприпасов (англ. Ministry of Munitions), которое в 1916 году было переименовано в министерство по делам продовольствия Соединённого Королевства. В 1918 году стал главным организатором поставок продовольствия в Польшу.

## Работа в Прибалтике
В феврале 1919 года получил новое назначение в связи с событиями гражданской войны в Прибалтике — он стал британским уполномоченным по делам Прибалтики (англ. British Commissioner for the Baltic Provinces). В начале июля 1919 года после вытеснения прибалтийских немцев из государственной администрации Латвии, последовавшей после поражения Прибалтийского ландесвера в Цесисских боях, Таллентс на короткое время занял должность рижского гражданского губернатора, созданную специально под него. Объективно именно Таллентсу в Риге летом-осенью 1919 года принадлежала реальная власть, и к его рекомендациям прислушивались как правительство Карлиса Ульманиса в Латвии, так и правительства Константина Пятса и Отто Штрандмана в Эстонии.
Стефен Таллентс принял активное участие в формировании независимых буферных государств Латвии, Литвы и Эстонии. Он лично разрабатывал договоры, которые касались провозглашения этих суверенных республик. В частности, он лично определял направление государственной границы между Латвией и Эстонией, разделив единый город Валк на эстонскую Валгу и латвийскую Валку. Это разделение произошло 22 марта 1920 года после подписания разделительной конвенции, которая вызвала неоднозначную реакцию у жителей Латвии и Эстонии. Официально передача территории бывшего Юрьевского уезда Лифляндской губернии в состав Эстонии была интерпретирована как «дружественная» благодарность за военную помощь Латвии со стороны эстонской армии под командованием Иоганна Лаудонера в борьбе против немецких военных подразделений весной-летом 1919 года. В ходе польской интервенции и последующего присоединения Латгалии к Латвии в 1920 году Таллентс являлся координатором составления мирного договора между Латвией и Советской России, выдвигая от имени Великобритании свои условия, которые оформлялись в качестве пунктов этого договора. С 6 августа по 6 сентября 1920 года Стефен Таллентс представлял интересы Соединённого королевства на Четвёртой (Булдурской) конференции балтийских государств, проходившей в Юрмале, в которой принимали участие дипломатические и военные представители Латвии, Литвы, Эстонии, Финляндии и Польши. Фактически Стефен Таллентс был одним из ключевых неформальных координаторов этой конференции и оказывал существенное политическое влияние на её ход и результат. На этой конференции было решено сформировать региональное содружество государств-лимитрофов Прибалтики, которое в официальной историографии получило название Балтийской Антанты; одним из активных лоббистов создания этого содружества был именно Стефен Таллентс, отстаивавший официальную позицию правительства Великобритании.

## Работа в Северной Ирландии
После успешного выполнения прибалтийской миссии он стал секретарём последнего лорда-лейтенанта Северной Ирландии Эдмунда ФитцАлана-Хоуарда, а вскоре получил должность имперского секретаря Северной Ирландии, которую занимал с 1922 по 1926 год.

## Государственная деятельность
Тем не менее, наибольшую известность Стивен Таллентс получил в качестве управляющего (секретаря) Имперского совета по торговле (маркетингу) (англ. Empire Marketing Board), который был основан в 1926 году с целью способствовать развитию масштабных торговых отношений внутри Британской колониальной империи путём «мягкого» принуждения жителей к приобретению товаров британского производства. Основателем Имперского торгового совета являлся политик-консерватор и журналист Леопольд (Лео) Амери. Стефен Таллентс занимал должность секретаря этой торгово-политической организации до 1933 года. На самом деле Стефан Таллертс весьма эффективно руководил секретариатом торгового совета Великобритании. За эти годы он успешно спланировал и провёл массированную пиар-кампанию, направленную на популяризацию товаров британского происхождения на внутреннем рынке королевства и за его пределами. Среди методов, которые использовал Таллертс, были организация продовольственных выставок, создание специальных пропагандистских фильмов-роликов, которые можно считать первыми успешными продуктами визуальной рекламы. Также Стефен Таллертс разработал систему рекламных плакатов, которые оказывали серьёзное воздействие на массовую аудиторию и влияли на повышение известности британских товаров. Для этого Таллертс нанял известных в Великобритании художников-плакатистов: Эдуарда МакНайт-Кауффера, Клива Гардинера и Франка Ньюболда. В процессе разработки рекламной стратегии Стефен Таллентс наладил тесное сотрудничество с известным шотландским режиссёром-документалистом Джоном Грирсоном. Пропагандистские плакаты Таллертса в первую очередь рекламировали высокое качество и престиж британских продуктов. Всего на рекламную кампанию Стефен Таллертс израсходовал 1 миллион стерлингов, которые ему выделило британское правительство.

## Отставка и последующие годы
После ухода в отставку с этой значимой должности в 1933 году Стефен Таллентс перешёл на работу в Главный Почтамт Великобритании, где также успешно использовал свои практические наработки в области визуальной рекламы и маркетинга. Организационная деятельность С. Таллентса привела к тому, что вскоре при Главном почтовом отделении Соединённого Королевства возник отдел по фильмам (киностудия) и особый продюсерский центр, который возглавил Джон Грирсон. В ходе совместной творческой работы Грирсона и Таллентса в рамках работы киностудии при Главном почтовом управлении Великобритании (англ. GPO Film Unit) были созданы такие фильмы, как «Ночная почта» («Night mail», 1936). Далее Таллентс продолжил работать в BBC в качестве первого контролёра (секретаря) по связям с общественностью и заместителем главного директора этой теле- и радиовещательной организации лорда Джона Чарльза Рейта. На этой должности Стефен Таллентс, координируя процесс отбора и подготовки новостей для массовой аудитории и компилируя информационные репортажи, во многом определял вектор медийной политики Би-Би-Си.

## Во время и после Второй мировой войны
В годы Второй мировой войны Стефен Таллентс работал в Министерстве информации, готовя новостные сообщения в нужной модальности для широких слоёв населения Соединённого королевства. В 1943 году Стефен Таллентс передал в общее пользование владения общины храмовников (госпитальеров) Саттон-на-Хоне и сделал их достоянием Национального фонда объектов природной красоты. В 1948 году Стефен Таллентс стал основателем и первым руководителем созданного в Великобритании Института общественных отношений, который стал одним из главных учебно-исследовательских центров страны (и, возможно, Европы) по подготовке высококлассных специалистов в области пиара.

## Награды
В 1918 году Стефен Таллентс был награждён Орденом Бани, одним из наиболее известных британских рыцарских орденов. Позже он также удостоился Ордена Британской империи, а в 1932 году Стефен Таллентс в знак признания заслуг был посвящён в рыцари и стал кавалером почётного Ордена Святого Михаила и Святого Георгия.